# Saint Wenceslas Chorale

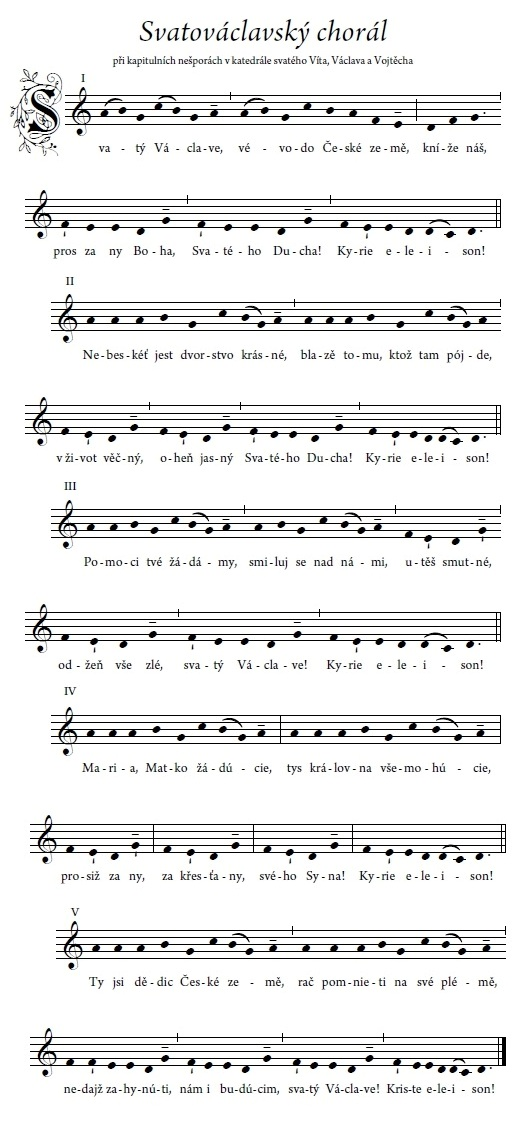
Saint Wenceslas Chorale được hát tại Kinh chiều ở Nhà thờ chính tóa Thánh Vitus, Wenceslaus và Adalbert ở Prague

Saint Wenceslas Chorale (tiếng Séc: Svatováclavský chorál, còn được biết đến với cái tên ngắn gọn hơn là Saint Wenceslas) là bài thánh ca của các nhà thờ tôn giáo và là một trong những bài hát cổ nhất được biết đến ở Séc. Tính đến nay, Saint Wenceslas cũng là bài hát được sử dụng phổ biến trong những bài thánh ca cổ nhất ở châu Âu. Người ta phát hiện ra bài thánh ca này xuất hiện vào thế kỉ 12 và bắt đầu được sử dụng rộng rãi từ thế kỷ thứ 13. Bài thánh trở nên nổi tiếng vì có ngôn ngữ cảm xúc, giai điệu nhịp nhàng kết hợp với hòa âm độc đáo. Bài thánh ca ban đầu được viết bằng tiếng Séc cổ với cấu trúc ba khổ thơ strophes. Sau nhiều thế kỉ, một số đoạn nhạc trong bài hát được thêm vào và cũng có nhiều đoạn bị loại bỏ. Phiên bản cuối cùng của bài thánh xa được viết vào thế kỷ 18 - 19 và nó vẫn được sử dụng đến ngày nay.
Bài thánh ca là lời cầu nguyện của Công tước xứ Bohemia tới Thánh Wenceslas. Công tước nguyện cầu cho quốc gia của mình được cứu rỗi khỏi những bất công, cơ cực. Ngày nay bài thánh ca thường xuyên được hát vào cuối thánh lễ hoặc các ngày lễ lớn của Cơ đốc giáo.
Năm 1918, vào thời kỳ đầu thành lập nhà nước Tiệp Khắc, bài hát đã được đề xuất làm quốc ca.

## Chỉnh sửa
Saint Wenceslas Chorale được một số nhà soạn nhạc người Séc sửa đổi nhiều lần. Một số phiên bản sửa đổi nổi tiếng có thể kể đến như:
- Josef Suk: Meditation on Wenceslas chorale, op. 35a
- Vítězslav Novák: Svatováclavský triptych • toccata, ciacona và fugue, op. 70
- Pavel Haas: bản suite cho ô-boa và piano, Op. 17